# Олександрівка (Білгород-Дністровський район)
Олекса́ндрівка — село Петропавлівської сільської громади Білгород-Дністровського району Одеської області, Україна. Населення становить 1834 осіб.

## Загальні відомості
Олександрівка — село Білгород-Дністровського району Одеської області. Розташоване у 90 км від районного центру. Площа населеного пункту — 350 га. Площа земель сільської ради — 6464,70 га. Кількість населення станом на 01.01.12 року становить 1740 чол. Близько 70 % населення складають українці, 29 — росіяни, 1 % — молдавани, гагаузи, болгари, цигани, німці.

## Історія
Олександрівка заснована у 1823 році переселенцями с Слобідсько-Української губернії, пізніше до них приєдналися росіяни з Тамбовської губернії. Свою назву село отримало по бажанню нових поселенців на честь Російського імператора Олександра І.
На 1827 рік Олександрівка належала до Олонештської волості Аккерманського повіту. Землі поселян межували з землями поселення Саїць та Копчак.
З липня 1918 року до травня 1940 року село Олександрівка знаходилось під владою Румунії.
У червні 1940 року село ввійшло до складу Кишинівської області Бендерського району.
У липні 1941 року Румунія встановила окупаційний режим, який тривав до 22 серпня 1944 року.
З серпня 1944 року була відновлена радянська влада. Після війни, 1945 року, мешканці села виявили бажання ввійти до складу Бородинського району Ізмаїльської області.
У червні 2015 року єдина пряма дорога (2,8 км під'їздного шляху до Т 1644, проходить територією Молдови), що пов'язувала населений пункт із с-щем Бессарабське, була перекрита молдовськими прикордонниками. Це суттєво ускладнило транспортне сполучення з рештою області (постачання продуктів, виклик екстрених служб тощо).
19 липня 2020 року, в результаті адміністративно-територіальної реформи і ліквідації Тарутинського району, село увійшло до складу новоутвореного Болградського району.

## Населення
Згідно з переписом УРСР 1989 року чисельність наявного населення села становила 1780 осіб, з яких 793 чоловіки та 987 жінок.
За переписом населення України 2001 року в селі мешкали 1832 особи.

### Мова
Розподіл населення за рідною мовою за даними перепису 2001 року:
| Мова       | Відсоток |
| ---------- | -------- |
| українська | 84,30 %  |
| російська  | 11,29 %  |
| румунська  | 3,60 %   |
| гагаузька  | 0,60 %   |
| болгарська | 0,22 %   |